# 1,1,2,2-tetrachlorethan
1,1,2,2-tetrachlorethan je chlorovaný derivát ethanu. Je nejsilnějším rozpouštědlem ze všech chlorovaných uhlovodíků. Jako chladivo se používá pod názvem R-130.
Dříve se 1,1,2,2-tetrachlorethan šířeji používal jako rozpouštědlo a jako meziprodukt při průmyslové výrobě trichlorethylenu, tetrachlorethylenu a 1,2-dichlorethylenu. Ve Spojených státech se však už dnes nepoužívá kvůli obavám z jeho toxicity.
Chronická expozice vdechováním vede u člověka ke žloutence a zvětšeným játrům, k bolestem hlavy, tremoru, závratím, otupělosti a ospalosti. EPA ho klasifikuje jako možný lidský karcinogen skupiny C.

## Příprava
1,1,2,2-tetrachlorethan je možné připravit dvoustupňovou katalytickou adiční reakcí chloru na ethyn (přes dichlorethen):
C2H2 + Cl2 → C2H2Cl2
C2H2Cl2 + Cl2 → C2H2Cl4